# Ludoș (gmina)
Ludoș – gmina w Rumunii, w okręgu Sybin. Obejmuje miejscowości Gusu i Ludoș. W 2011 roku liczyła 746 mieszkańców.